# Лінн Перссон
Лінн Перссон (швед. Linn Persson) — шведська біатлоністка, олімпійська чемпіонка та медалістка, призерка чемпіонату світу.
Срібну олімпійську медаль Перссон виборола в складі шведської естафетної четвірки в жіночій естафеті на Пхьончханській олімпіаді 2018 року.

## Виступи на Олімпійських іграх
| Ігри           | Інд. гонка | Спринт | Персьют | Масстарт | Естафета | Змішана естафета |
| -------------- | ---------- | ------ | ------- | -------- | -------- | ---------------- |
| Пхьончхан 2018 | 11         | 37     | 21      | 22       | Срібло   | —                |
| Пекін 2022     | 15         | 12     | 5       | 24       | Золото   | —                |

## Виступи на чемпіонатах світу
| Рік  | Місце проведення     | Інд    | Спр    | Пр | МС | Ест    | ЗМ     | ОЗм |
| 2016 | Гольменколлен        | 36     | 34     | 40 | —  | 10     | 12     | Н/Д |
| 2019 | Естерсунд            | 15     | 42     | 21 | 9  | Срібло | 5      | —   |
| 2020 | Антгольц-Антерсельва | 47     | 44     | 32 | —  | 5      | 11     | —   |
| 2021 | Поклюка              | 21     | 16     | 19 | 11 | 5      | Бронза | —   |
| 2023 | Обергоф              | Срібло | Бронза | 10 | 8  | Бронза | —      | —   |